# Olympische Jugend-Sommerspiele 2010/Teilnehmer (Suriname)
| Gelbes Symbol für Goldmedaillen mit stilisierten Olympischen Ringen | Graues Symbol für Silbermedaillen mit stilisierten Olympischen Ringen | Braundes Symbol für Bronzemedaillen mit stilisierten Olympischen Ringen |
| ------------------------------------------------------------------- | --------------------------------------------------------------------- | ----------------------------------------------------------------------- |
| —                                                                   | —                                                                     | —                                                                       |

Die Jugend-Olympiamannschaft aus Suriname für die I. Olympischen Jugend-Sommerspiele vom 14. bis 26. August 2010 in Singapur bestand aus fünf Athleten.

## Athleten nach Sportarten

### Badminton
Jungen
- Irfan Djabar
Einzel: 25. Platz

### Leichtathletik
Mädchen
- Ramona van der Vloot
100 m: 10. Platz

### Schwimmen
Mädchen
- Chinyere Pigot
50 m Freistil: 13. Platz
100 m Freistil: 19. Platz
- Karlene van der Jagt
400 m Freistil: 26. Platz
200 m Schmetterling: 23. Platz

### Taekwondo
Jungen
- Tosh van Dijk
Klasse bis 73 kg: 5. Platz